# ウコウボウル
ウコウボウル（UKOU BOWL）は、北海道標津郡中標津町にかつてあったボウリング場。雨宮印刷株式会社の子会社「株式会社ワイ・エー・シー」が運営していた。

## 概要
日本では珍しく6レーン+12レーンのバックトーバックのボウリング場。設立時はボウリングが下火で、この年全国唯一の新設ボウリング場だったため話題をよんだ。また都市部以外でのオートスコアラーは当時珍かった。
1987年10月から2009年5月まで営業していた。

## 施設
- ボウリング：18レーン（brunswick製A2型ピンセッター）
- レーン　アンビレーン
- ゲームコーナー
- 卓球コーナー
- ビリヤードコーナー

## 沿革
- 1987年10月 株式会社ワイ・エー・シーウコウボウル設立。
- 1998年8月 スコアラーにAL5000を導入しリニューアル。
- 2009年5月31日 休業。

## アクセス
- 中標津空港より車で15分
- 阿寒バスで「中標津小学校前」下車、徒歩2分